# Gmina Krško
Krško – gmina na południowym wschodzie Słowenii. W 2002 roku liczyła 27 586 mieszkańców.

## Miejscowości
Miejscowości wchodzące w skład gminy Krško:

- Anovec
- Anže
- Apnenik pri Velikem Trnu
- Ardro pod Velikim Trnom
- Ardro pri Raki
- Armeško
- Brege
- Brestanica
- Brezje pri Dovškem
- Brezje pri Raki
- Brezje pri Senušah
- Brezje v Podbočju
- Brezovica v Podbočju
- Brezovska Gora
- Brlog
- Brod v Podbočju
- Bučerca
- Celine
- Cesta
- Cirje
- Črešnjice nad Pijavškim
- Čretež pri Krškem
- Dalce
- Dedni Vrh
- Dobrava ob Krki
- Dobrava pod Rako
- Dobrova
- Dol
- Dolenja Lepa vas
- Dolenja vas pri Krškem
- Dolenja vas pri Raki
- Dolenji Leskovec
- Dolga Raka
- Dovško
- Drenovec pri Leskovcu
- Drnovo
- Dunaj
- Frluga
- Gmajna
- Golek
- Goli Vrh
- Gora
- Gorenja Lepa vas
- Gorenja vas pri Leskovcu
- Gorenje Dole
- Gorenji Leskovec
- Gorica pri Raztezu
- Gorica
- Gornje Pijavško
- Gradec
- Gradišče pri Raki
- Gradnje
- Gržeča vas
- Gunte
- Hrastek
- Ivandol
- Jelenik
- Jelše
- Jelševec
- Kalce
- Kalce-Naklo
- Kališovec
- Kobile
- Kočno
- Koprivnica
- Koritnica
- Kostanjek
- Kremen
- Krško – siedziba gminy
- Kržišče
- Leskovec pri Krškem
- Libelj
- Libna
- Loke
- Lokve
- Lomno
- Mali Kamen
- Mali Koren
- Mali Podlog
- Mali Trn
- Malo Mraševo
- Mikote
- Mladje
- Mrčna sela
- Mrtvice
- Nemška Gora
- Nemška vas
- Nova Gora
- Osredek pri Trški Gori
- Pesje
- Pijana Gora
- Planina pri Raki
- Planina v Podbočju
- Pleterje
- Podbočje
- Podlipa
- Podulce
- Površje
- Premagovce
- Presladol
- Pristava ob Krki
- Pristava pod Rako
- Pristava pri Leskovcu
- Prušnja vas
- Raka
- Ravne pri Zdolah
- Ravni
- Ravno
- Raztez
- Reštanj
- Rožno
- Sela pri Raki
- Selce pri Leskovcu
- Selo
- Senovo
- Senožete
- Senuše
- Slivje
- Smečice
- Smednik
- Spodnja Libna
- Spodnje Dule
- Spodnje Pijavško
- Spodnji Stari Grad
- Srednje Arto
- Srednje Pijavško
- Sremič
- Stari Grad v Podbočju
- Stari Grad
- Stolovnik
- Stranje
- Straža pri Krškem
- Straža pri Raki
- Strmo Rebro
- Šedem
- Šutna
- Trška Gora
- Velika vas pri Krškem
- Veliki Dol
- Veliki Kamen
- Veliki Podlog
- Veliki Trn
- Veliko Mraševo
- Veniše
- Videm
- Vihre
- Volovnik
- Vrbina
- Vrh pri Površju
- Vrhulje
- Zabukovje pri Raki
- Zaloke
- Zdole
- Žabjek v Podbočju
- Žadovinek
- Ženje